# 裂口鲨科
裂口鲨科（学名：Cladoselachidae）是西莫利鲨目下的一个科。

## 下属分类
本科包括以下属：
- Cladolepis Wells, 1944
- 裂口鲨属 Cladoselache Dean, 1894
- Monocladodus Claypole, 1893